# Dictya externa
Dictya externa är en tvåvingeart som först beskrevs av Fabricius 1805.  Dictya externa ingår i släktet Dictya och familjen kärrflugor. Inga underarter finns listade i Catalogue of Life.